# Amt Pellworm
Amt Pellworm és un amt del districte de Nordfriesland, a l'estat de Slesvig-Holstein a Alemanya. Té una extensió de 57,31 km² i una població de 1.302 habitants (2008). La seu és a Pellworm. El burgmestre és Klaus Jensen (CDU)

## Subdivisions
L'Amt Pellworm és format pels municipis:
1. Gröde
2. Hooge
3. Langeneß
4. Pellworm